# Charles Leclerc (homme politique, 1887-1962)
Pour les articles homonymes, voir Charles Leclerc et Leclerc.
Charles Leclerc, né le 29 septembre 1887 à Vayres (Haute-Vienne) et mort le 9 décembre 1962 à Vayres (Haute-Vienne), est un homme politique français.

## Biographie
Fils d'un négociant et d'une institutrice, Charles Leclerc  est lui-même négociant en vins. Il entame sa carrière politique à la Libération. Maire de Vayres en 1945, puis conseiller général, élu dans le canton de Rochechouard, il devient député le 18 février 1946 à la suite du décès d'Adrien Tixier, et siège au groupe socialiste SFIO, mais n'est pas réélu l'année suivante.

## Détail des fonctions et des mandats
Mandat parlementaire
- 19 février - 10 juin 1946 : Député de la Haute-Vienne